# Gogó da Ema (favela)
Gogó da Ema é uma favela da Zona Norte da cidade do Rio de Janeiro, localizada no bairro de Guadalupe.
Fica próximo de outra comunidade, o Chapadão localizado na Pavuna e Costa Barros e seus acessos são a Rua Fernando Lobo, a Estrada do Camboatá e Rua Áraí.
Atualmente, a comunidade é dominada pelos bandidos do Comando Vermelho.